# Насарин
„Насарин“ (на испански: Nazarín) е кинофилм на режисьора Луис Бунюел от 1959. Сюжетът се основава на едноименния роман на Бенито Перес Галдос, а главната роля се изпълнява от Франсиско Рабал.

## Сюжет
Отец Насарио (Франсиско Рабал) е католически свещеник от испански произход, който живее в хотел в бедната част на града. Той е смирен и безразсъдно раздава и малкото, което притежава. Дори когато стаята му е ограбена, той не придава особено значение на случая. Той се отнася с разбиране и състрадание към околните, като съседката му от долния етаж Беатрис (Марга Лопес), която страда от психически срив, мислейки постоянно за самоубийство, измъчвана от сложните си отношения с мъж на име Пинто (Ное Мураяма).
Една нощ в стаята на Насарио нахлува проститутката Андара (Рита Маседо), търсейки убежище от властите. Тя е убила друга проститутка, Камела и самата тя е получила наранявания в свадата. Отец Насарио, без да я осъжда или да оправдава постъпката и, и помага. Той се опитва да накара Андара да осъзнае вината си.
През нощта Андара сънува сън, в който изображението на Исус Христос и се присмива. Същата нощ Беатрис я предупреждава, че някой я е предал на властите. Тя предлага на Андара и Насарио да се скрият в нейната стая, надявайки се, че така и нея самата ще арестуват и обесят като съучастник. Когато собственичката на хотела, госпожа Чанфа (Офелия Гуилмаин) разбира за всичко, казва на Андара да оправи стаята така, че никой да не разбере, че някога е била там. Когато отец Насарио излиза, Андара разбива мебелите, залива ги с бензин, запалва всичко и избягва.
Насарио се оказва извън закона и църквата. Той е предупреден, че разследването може да му коства сана, който има в обществото. Насарио е принуден да се укрива. Той се преоблича като човек от простолюдието и поема в странство, надявайки се да преживява от подаяния.
По пътя си Насарио среща строителите на железопътната линия. Той предлага да го наемат на работа срещу храна. Скоро някои от работниците му дават да разбере, че присъствието му е нежелателно. Насарио захвърля работата и продължава по пътя си, без да е получил нищо за труда си. Неговото напускане предизвиква смъртоносна схватка между работниците и бригадира. Насарио чува изстрели.
В едно малко селце Насарио се натъква на Беатрис и разказва, че цялото му имущество е откраднато. В къщата, в която тя го отвежда, Насарио открива проститутката Андара и болно от треска момиче. Убедена, че Насарио може да върши чудеса, майката на момичето го моли да я излекува. Насарио отказва, но предлага всички заедно да се помолят. Той е разтревожен когато вижда, че вместо това жената започва да извършва езически ритуали. Въпреки това, на следващия ден треската спада. Сматайки Насарио за вълшебник и светец, Беатрис и Андара искат да го следват, но той желае да бъде самотен. Жените обаче го следват и Насарио с неохота се съгласява да вървят заедно.
Тримата спътници достигат до село, покосено от чума, където Насарио предлага да помогнат. Те правят всичко по силите си, но една умираща жена се отказва от помощта. Отец Насарио е преизпълнен с чувство на неуспех.
Те отиват да просят милостиня в друго село, където Андара привлича вниманието на джуджето Уго (Хесус Фернандес). Той и се обяснява в любов, което не му пречи да спомене колко е уродлива тя. В селото Беатрис засича Пинто, който я обвинява, че се е превърнала в любовница на свещеника и иска на следващия ден да заминат заедно.
През нощта Насарио чувства, че нещо се случва с Беатрис и разбира за нейните неприятности. Той и казва, че тя се бори със Сатаната и трябва да се противопостави на изкушението. Когато Беатрис го пита как е разбрал, Насарио отвръща, че просто го знае. Андара, прекъсвайки разговора им, настоява те незабавно да потеглят. Насарио отговаря, че бягат само крадците и Господ няма да ги изостави.
На следващия ден ги настига полицията. Насарио и Андара са арестувани и отведени в затвора, а Беатрис умолява да ги освободят. Съкилийниците оскърбяват Насарио и издевателстват над него. Насарио преживява кризата обръщайки се към вярата си. Като добър християнин, той прощава на мъчителите си, но едновременно с това ги презира. Един от затворниците се застъпва за него и Насарио му дава последните си пари.
На сутринта арестантите са отведени. Насарио е обвинен в безумство и противостояние на църквата. Той е отделен от останалите затворници и отведен в друга посока от един надзирател. По пътя покрай него преминават Беатрис и Пинто, но не го познават. Насарио и надзирателя минават край една продавачка на плодове. Тя предлага на Насарио ананас като подарък в чест на Господ. Дочувайки звуци от биещ барабан, Насарио е изпълнен с чувство на смущение и съмнение. Първоначално той рязко се отдръпва, но впоследствие спира пред продавачката, взима ананаса и благославя жената. Разстроен, с ананаса под мишница, Насарио е отведен от надзирателя.

## В ролите
| Изпълнител             | Роля                    |
| ---------------------- | ----------------------- |
| Франсиско Рабал        | Отец Насарио            |
| Марга Лопес            | Беатрис                 |
| Рита Маседо            | Андара                  |
| Хесус Фернандес        | Джуджето Уго            |
| Игнасио Лопес Тарсо    | Крадецът в черквата     |
| Луис Асевес Кастаниеда | Отцеубиеца              |
| Офелия Гуилмаин        | Госпожа Чанфа           |
| Ное Мураяма            | Пинто                   |
| Розенда Монтерос       | Приета                  |
| Викторио Бланко        | Стария затворник        |
| Артуро Кастро          | Полковника              |
| Хосе Чавес             | Бригадира на строежа    |
| Сесилия Легер          | Продавачката на плодове |
| Игнасио Пеон           | Свещеника               |

## Награди и номинации
- 1959 – Международна награда на Филмовия фестивал в Кан.
- 1959 – Номинация за „Златна палма“ на Филмовия фестивал в Кан.